# Revolta del Raval
La Revolta del Raval fou un moviment en contra d'al-Hakam I a la ciutat de Qurtuba l'any 818.

## Antecedents

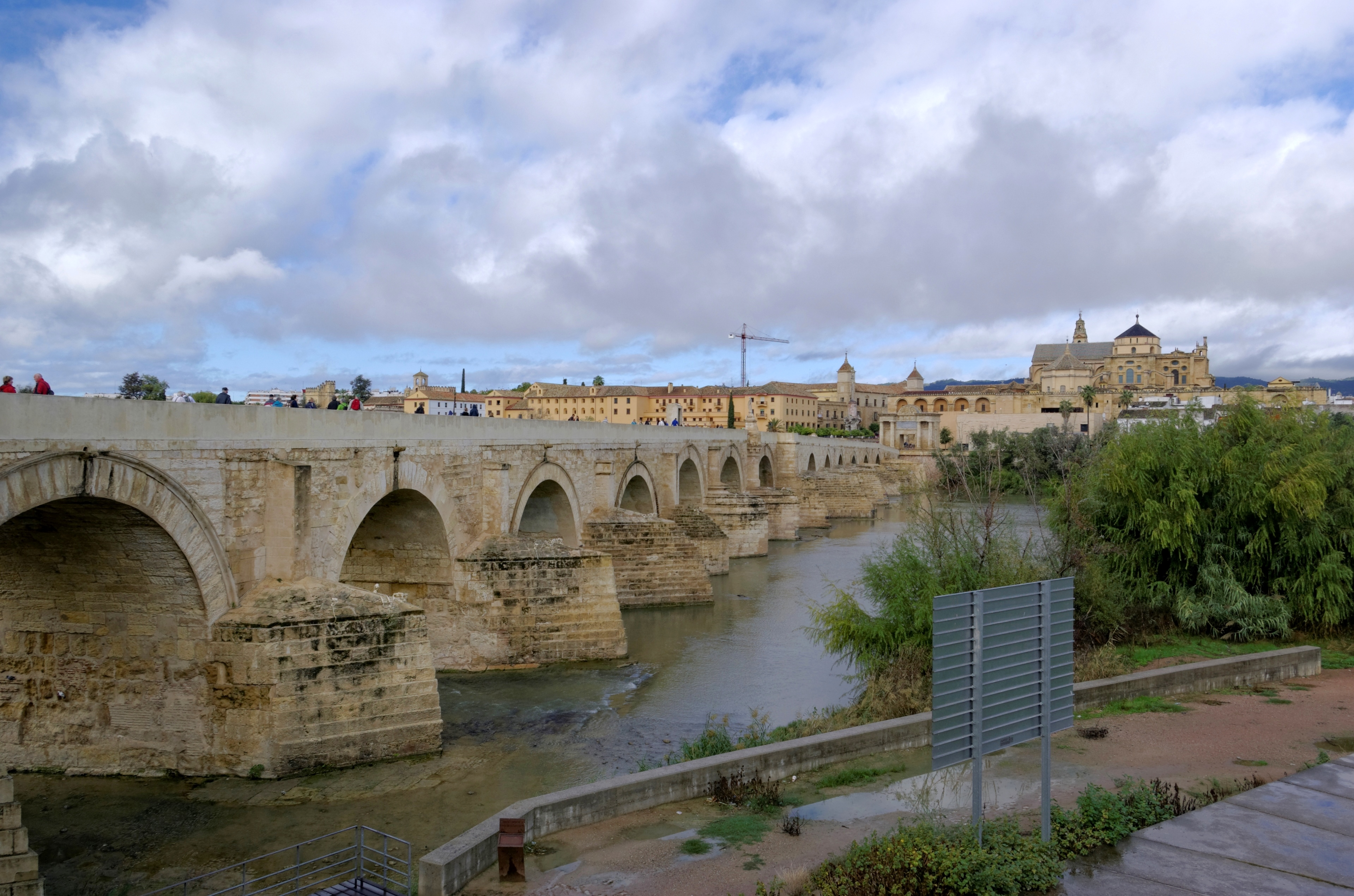
El pont romà de Còrdova, amb vistes de la mesquita

La fesomia de Qurtuba havia canviat notablement des del govern d'Abd-ar-Rahman I, amb l'arribada d'àrabs vinguts d'Orient, Ifríqiya i dels amazics vinguts del Magrib, experimentant transformacions en el seu traçat urbà i ampliacions en els principals edificis. Des que Hixam I va restituir el pont romà sobre el Guadalquivir, la ciutat es va estendre a l'altra riba, on es va formar un raval molt poblat habitat sobretot per artesans i comerciants, tant muladites com mossàrabs, així com pels alfaquins, que s'estenia des de la ribera del riu fins a prop del llogaret de Xaqunda, i es trobava molt a prop de la mesquita major i el Palau dels Emirs.
Al-Hàkam I, encara que era un fervent creient, havia retirat als alfaquins el favor que gaudien sota el regnat del seu pare. Aquests, al perdre els seus privilegis i la seva influència, amb un gran ressentiment van començar una campanya de despresti acusant-lo de mal musulmà per la seva actitud despòtica, violenta i orgullosa. L'emir va començar a envoltar la ciutat amb un recinte fortificat, guarnit de rases; aquarterar a la cavalleria a la porta del seu palau, on hi havia sempre una tropa armada, i augmentant el nombre dels seus mamelucs.
El 805, mentre transitava pels carrers de Còrdova, va esclatar un aldarull i l'emir va ser apedregat. La guàrdia de l'emir va reprimir sagnantment l'aldarull

## La revolta
Un grup de notables, entre els quals hi havia diversos alfaquins van orquestrar una conjura el 817 per substituir l'emir pel seu cosí Muhammad ibn al-Qasim, que va fingir acceptar i va lliurar la llista dels conjurats. Al-Hàkam I ordenà la crucifixió de setanta-dos homes encara que els caps principals, Yahya i Issa, van aconseguir escapar.
El 820, durant el ramadà, una multitud armada va envoltar el palau de l'emir demanant el seu enderrocament. La guàrdia, amb gran dificultat, va poder impedir l'entrada dels amotinats al palau. Davant de la perillosa situació, al-Hàkam I envià un destacament de genets que calés foc al Raval. Els rebels, en veure com cremaven casa seva, es van retirar apressats per apagar el foc, però van ser massacrats per la guàrdia de l'emir, morint fins a deu mil persones.

## Conseqüències
L'endemà, al-Hàkam I va ordenar la destrucció del Raval i l'expulsió dels seus habitants. Més de vint mil van fugir al nord d'Àfrica, a excepció dels alfaquins supervivents, que van ser amnistiats i van rebre permís per residir en qualsevol punt d'al-Àndalus excepte a Còrdova. Al-Hàkam I prohibir edificar al Raval, de manera que aquesta zona de la ciutat va romandre deserta fins a finals del segle x.